# « Art »
Pour les articles homonymes, voir Art.

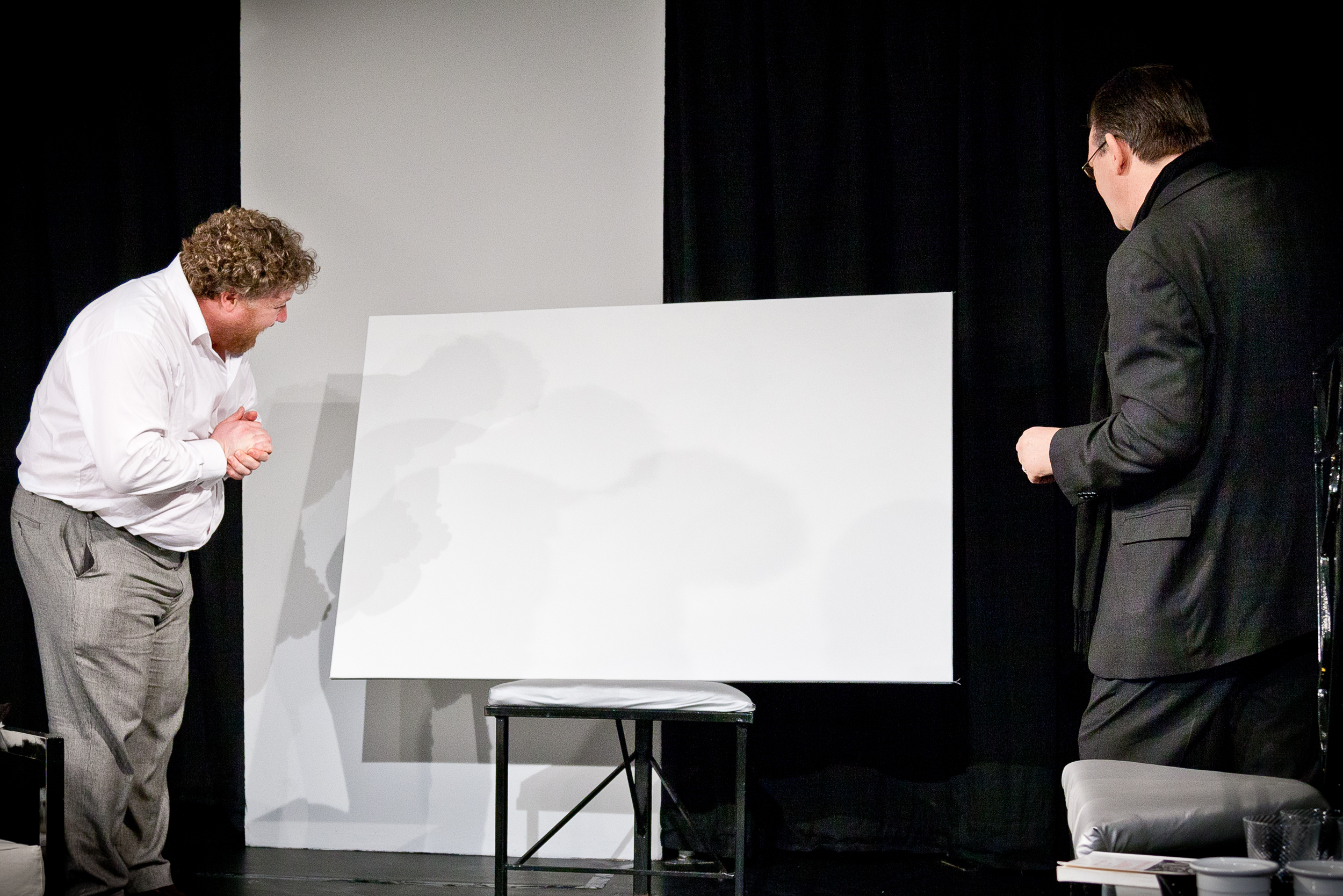

« Art » est une pièce de théâtre de Yasmina Reza, créée en 1994.

## Historique

### En France
La première représentation de « Art » a lieu le 28 octobre 1994, interprétée par Pierre Vaneck (Marc), Fabrice Luchini (Serge) et Pierre Arditi (Yvan), dans une mise en scène de Patrice Kerbrat à la Comédie des Champs-Élysées.
Le spectacle reçoit, en 1995, deux Molières (meilleur auteur et meilleur spectacle privé).

### À l'étranger
« Art » a été traduit dans trente-cinq langues et mis en scène notamment à Londres, Berlin, Chicago, Tokyo, Lisbonne, Saint-Pétersbourg, Bombay, Johannesburg, Buenos Aires, Tunis, Bratislava et New-York. Selon Le Monde, il s'agit de l'œuvre dramatique française contemporaine la plus jouée dans le monde.
Parmi de nombreuses récompenses de théâtre, la pièce reçoit un Tony Award en 1998 après avoir été coproduite par Sean Connery à Broadway.

## La pièce

### Les personnages (par ordre d'apparition)

#### Marc
Rationnel et sceptique face à l'art contemporain, Marc a une belle situation, exerce le métier d'ingénieur dans l'aéronautique et incarne la classe moyenne confortable sûre d'elle. Face à Serge, il affirme son point de vue sans retenue, certain d'être approuvé, mais la réaction de son ami le perturbe. Il prend de l’homéopathie afin de pouvoir se calmer à plusieurs reprises dans la pièce.

#### Serge
Dermatologue, Serge gagne bien sa vie, et se paye le luxe de hanter les galeries, intéressé par l'art. Pressé, snob, il est aussi certain de son goût que Marc de son dégoût.

#### Yvan
Yvan lui, travaillait dans le domaine du textile, il est désormais représentant dans une papeterie appartenant à sa belle famille. Tourmenté, incertain, Yvan est le médiateur, toujours prêt à éviter un conflit. Rendu nerveux par son mariage approchant, il tente de ménager la chèvre et le chou, et tient le rôle délicat du fer entre le marteau et l'enclume. Il est en effet un réconciliateur dans tout les cas. D'ailleurs, il ne donne jamais son avis, seulement à la fin.

### Résumé
Marc est invité par son ami Serge à venir voir sa nouvelle acquisition, une toile d'environ 1,60 m sur 1,20 m peinte en blanc, avec de fins liserés blancs transversaux, que Serge vient d'acheter au prix de 200 000 F (ou 40 000 € après le passage à l'euro) : l'Antrios. Atterré par cet achat, ne comprenant pas que son ami ait pu dépenser une somme pareille pour un tableau blanc, Marc donne son point de vue, sans se soucier de l'avis de Serge. Puis il va trouver Yvan, leur ami commun, pour lui faire part de son incompréhension à propos de ce geste. Yvan, conciliant et anxieux à l'approche de son mariage, ne pense rien de ce tableau et ne veut surtout pas contrarier ses deux amis. Serge et Marc commencent à se disputer et entraînent Yvan dans leur confrontation.
Les trois amis s’entre déchirent devant ce tableau blanc en débattant de la valeur de l'art contemporain. Ainsi, Serge homme de culture, connaissant très bien les personnes et les règles qui régissent la peinture contemporaine, évalue son tableau au prisme de ces savoirs. Ne reconnaissant aucune compétence aux experts de l’art de son temps, Marc, lui, ne croit pas aux valeurs de nouveauté et de surprise qui régissent l’art contemporain et refuse de tenter d’évaluer le tableau en dehors de la dichotomie anciens/modernes. Quant à Ivan, il l’aborde à l’aune de son plaisir subjectif et des dégâts causés par sa présence sur la relation de ses amis. L'affrontement dépasse la seule question de l'art et ne laisse personne indemne : Serge va jusqu'à dire ce qu’il pense vraiment de la femme de Marc, et Marc jusqu'à conseiller à Yvan d’annuler son mariage, considérant qu'il fait une erreur. Quand Serge commence à s'en prendre à la compagne de Marc, les deux hommes se battent physiquement et Yvan est blessé dans l'affrontement. Finalement, pour sauver leur amitié, les trois amis sacrifient le tableau en dessinant un skieur dessus, puis sortent au restaurant tous les trois. 
Quelque temps après le mariage d'Yvan, Marc et Serge, observés par Yvan, effacent les dessins ajoutés au tableau. Leur amitié, soumise à une « période d'essai », semble être repartie. Il est cependant révélé à la fin de la pièce que Serge avait connaissance du fait que les feutres étaient lavables, ce qui n'était pas le cas de Marc. Cette « tricherie » ne lui est pas avouée et peut émettre un doute quant à la viabilité de cette « période d'essai » partie sur la base d'un mensonge.

### Fiche technique et distributions

#### Création (1994-1995)
- Fiche technique
  - Mise en scène : Patrice Kerbrat
  - Assistante à la mise en scène : Anne Bourgeois
  - Décor : Édouard Laug
  - Costumes : Pascale Fournier
  - Lumières : Laurent Béal
- Distribution
  - Marc : Pierre Vaneck
  - Serge : Fabrice Luchini
  - Yvan : Pierre Arditi
- Production
  - Productrice : Jacqueline Cormier

#### Reprises

##### Paris (1997) et tournée (1998)
- Mise en scène : Patrice Kerbrat
- Distribution
  - Marc : Pierre Vaneck
  - Serge : Jean-Louis Trintignant
  - Yvan : Jean Rochefort

##### Tournée de 2018-2019
- Mise en scène : Patrice Kerbrat[2]
- Distribution
  - Marc : Charles Berling
  - Serge : Alain Fromager
  - Yvan : Jean-Pierre Darroussin

##### Tournée de 2024-2025
- Mise en scène : François Morel[4]
- Distribution
  - Marc : François Morel
  - Serge : Olivier Broche
  - Yvan : Olivier Saladin